# 中村兼三
中村兼三（1973年10月18日—）是一名日本男子柔道运动员。他在1996年亚特兰大夏季奥林匹克运动会中，参加了男子柔道比赛并获得71公斤级金牌。

## 外部連結
- 中村兼三在国际奥林匹克委员会的资料